# Interaktivní tabule

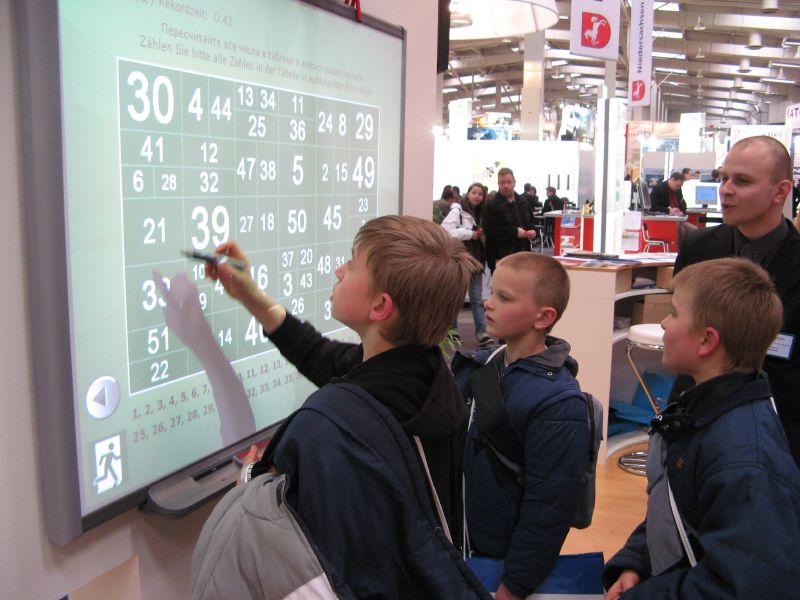
Interaktivní tabule na výstavě CeBIT 2007

Interaktivní tabule (anglicky interactive whiteboard, IWB) je velká interaktivní plocha, ke které je připojen počítač s datovým projektorem, případně jde o velkoplošnou obrazovku (LCD, LED, plasma) s dotykovým senzorem. Projektor promítá obraz z počítače na povrch tabule a přes ni můžeme prstem, speciálními fixy nebo dalšími nástroji ovládat počítač nebo pracovat přímo s interaktivní tabulí. Tabule je většinou připevněna přímo na stěnu, nebo může být na mobilním stojanu.
V posledních letech jsou klasické interaktivní tabule využívající datový projektor spíše low-end řešením, cena velkoplošných obrazovek pak stále výrazně klesá.
Interaktivní tabule je v podstatě druh dotykového displeje. Může se využít v různých odvětvích lidské činnosti, například ve školní třídě na všech stupních vzdělávání, ve firemních kongresových sálech a v pracovních skupinách, při trénincích profesionálních sportovních týmů, ve studiích televizních a rozhlasových stanic a pod.
Používání interaktivní tabule zahrnuje:
- interakci s jakýmkoli softwarem, který běží na připojeném počítači, včetně internetového prohlížeče nebo i softwaru chráněného copyrightem,
- použití softwaru pro ukládání poznámek napsaných na plochu interaktivní tabule,
- ovládání počítače (klikání a přetahování myší), označování, a s použitím speciálního softwaru dokonce i k rozpoznání psaného textu,
- tvorbu prezentací ve speciálním autorském nástroji.

## Obsluha
Interaktivní tabule může být připojena k počítači buď přes rozhraní jako jsou USB (nejčastěji) a sériový port nebo bezdrátově přes Bluetooth. Moderní interaktivní tabule či velkoplošné obrazovky jsou zpravidla plug'n'play (moderní operační systémy mají podporu dotykových zařízení, například MS Windows od verze 7), u starších modelů se ovladač zařízení instaluje do připojeného počítače. Ovladač tabule se zavádí po startu počítače automaticky a interaktivní tabule začne s počítačem komunikovat.
Ovladač převádí data o pozici kurzoru a akcích provedených nástroji či prstem na tabuli na signály, které zastupují kliknutí a pohyb myši nebo tabletu. Toho je podle druhu interaktivní tabule dosaženo buď povrchem citlivým na dotek, nebo systémem určujícím pozici za pomoci optického snímání.

## Druhy snímání
V současnosti je šest základních druhů interaktivních tabulí, které se dělí podle druhu snímání pohybu na: snímající elektrický odpor, elektromagnetické a kapacitní, infračervené, laserové, ultrazvukové, a kamerové:
Měření odporuDvě elektricky vodivé plochy jsou odděleny malou vzduchovou mezerou. Při dotyku se obě plochy spojí a odstraněním vzduchové mezery dojde k uzavření elektrického obvodu. Velikost elektrického odporu závisí na přesné pozici (X, Y) stlačení obou ploch. Tato technologie povoluje jak užití stylusu, tak i prstu. Tato technologie obvykle umožňuje využití stejných funkcí jako má běžná počítačová myš, tedy pravý, levý klik, pohyb a rolování.
ElektromagnetickáSoustava drátů za interaktivní plochou vzájemně působí na cívku ve špičce stylusu a pozice souřadnic (X, Y) je určena indukcí elektrického proudu. Stylus může být buď aktivní (vyžaduje baterii nebo napájení ze sítě) nebo pasivní (elektrické signály vysílá tabule bez potřeby zdroje napětí ve stylusu). Jinými slovy, v interaktivní tabuli jsou magnetické senzory, které vysílají signál a posílají jej do počítače, pouze pokud je vyslaný signál aktivovaný stylusem. Tato technologie umožňuje uživateli přímý kontakt s plochou interaktivní tabule a obvykle umožňuje využití všech funkcí běžných pro počítačovou myš.
KapacitníFunguje téměř na stejném principu jako elektromagnetická, tento typ snímače pohybu je založen na síti vodičů, které jsou umístěny za tabulí. V tomto případě ale dochází k ovlivnění elektrického pole i pouhým prstem uživatele. Při umístění prstu nad určité vodiče, dle souřadnic (X, Y) dojde ke změně kapacity, ze které se vypočítá pozice kurzoru. U této technologie tedy není zapotřebí žádný speciální stylus a veškerá elektronika je ukryta za tabulí.
LaserováLaserové vysílače a snímače jsou umístěny v obou horních rozích tabule. Laserové paprsky jsou za pomoci natáčení zrcátek promítány před celou plochu tabule, podobně jako maják natáčí svůj paprsek na moře. Reflektory na stylusu odrážejí paprsek zpět do jeho zdroje a pozice (X, Y) se vypočítá triangulací. U této technologie je tvrdý (obvykle keramický nebo ocelový) povrch, který má nejdelší životnost a nejsnáze se čistí. Stylus je pasivní, ale musí být reflexní, tato technologie není citlivá na dotek.
Ultrazvuková + infračervenáPři tlaku na povrch tabule pero či stylus vysílají ultrazvuk a zároveň infračervený paprsek. Po přijmutí signály ultrazvukovým mikrofonem a senzorem pro infračervený paprsek se změří prodleva mezi oběma signály a vypočte se poloha stylusu. Tato technologie umožňuje použití jakéhokoli povrchu tabule, ale není citlivá na tlak.
Optická a InfračervenáPo stisknutí povrchu prstem nebo stylusem se objekt zaměří kamerou nebo infračerveným paprskem. Software pak vypočte polohu objektu. Tato technologie umožňuje použití libovolného povrchu a není třeba speciálního stylusu.

## Přední a zadní projekce
Interaktivní tabule jsou dostupné ve dvou podobách: s přední a zadní projekcí obrazu.
Interaktivní tabule s přední projekcíDatový projektor je umístěn před tabulí. Jedinou nevýhodou tohoto způsobu projekce je samo umístění projektoru, který je vystaven možnému mechanickému poškození a vrhá stín na tabuli. Přednášející si ale většinou rychle na tuto skutečnost zvykne a do paprsku projektoru se snaží zasahovat jen rukou a ne celým tělem. Tabule od některých výrobců jsou tomu přizpůsobeny tak, že se dají vertikálně posouvat. Přednášející se tak nemusí ohýbat a jen si posune tabuli výš. Elektromagnetické tabule se dodávají se speciální tužkou nebo stylusem, kdežto tabule využívající ke snímání pohybu elektrického odporu většinou obsahují jen levnější "pisátko" a dá se na ně zapisovat i pomocí prstu.
Interaktivní tabule se zadní projekcíDatový projektor je umístěn za tabulí, a proto odpadá problém vrženého stínu. Další jejich výhodou je, že nehrozí oslnění přednášejícího paprsky projektoru. Velkou nevýhodou tohoto systému je především mnohem vyšší cena a větší rozměry. Dále pak problematičnost montáže přímo na stěnu, i když ta není vyloučena.

## Interaktivní tabule s krátkou projekcí
Někteří výrobci nabízejí interaktivní tabule s krátkou projekcí, u kterých je datový projektor mnohem blíž povrchu tabule a promítá obraz směrem dolů pod úhlem 45 stupňů. U těchto tabulí se snižuje riziko oslnění nebo dokonce poškození zraku přednášejícího nebo žáka pohledem do silného světelného zdroje projektoru a dále riziko dopadu stínu, vrženého přednášejícím, na tabuli. Riziko krádeže projektoru snižují interaktivní tabule s integrovaným projektorem, u kterých je projektor součástí tabule.

## Související technologie
Pro interaktivní tabule je mnoho dostupných příslušenství:
- dataprojektor — umožňuje zobrazit obraz z počítače na plochu interaktivní tabule.
- kolejnice — dovoluje umístit interaktivní tabuli před tabuli původní a ušetřit tak místo při instalaci, některé systémy kolejnic jsou motorizovány a posun lze ovládat pouze tlačítkem.
- mobilní stojan — slouží k přemísťování tabule mezi jednotlivými místnostmi. Většinou je stojánek i výškově nastavitelný.
- tiskárna — dovoluje tisk poznámek či sejmuté plochy z tabule.
- slate nebo tablet — umožňuje úpravu pracovní plochy tabule z jiného místa v místnosti.
- hlasovací systém — slouží k vyplňování formulářů či testů zobrazených na tabuli více uživateli v místnosti najednou.
- bezdrátová jednotka — dovoluje bezdrátové připojení interaktivní tabule k počítači, např. Bluetooth
- dálkové ovládání — umožňuje bezdrátové ovládání přes menu tabule.

## Interaktivní učebnice
Interaktivní učebnice je software pro výuku na interaktivních tabulích. Interaktivní učebnice umožňují použití interaktivních materiálů (obrázky, audio, video, animace apod.) přímo ve výuce.
Pro interaktivní učebnice se používají různé autorské nástroje, dodávané především výrobci interaktivních tabulí, v České republice vyvinulo vlastní systém interaktivních učebnic Nakladatelství Fraus. Dalšími producenty interaktivních učebnic v České republice jsou například Terasoft, Nakladatelství Nová škola, LANGMaster, Tobiáš a další.